# 3. multiplex (Slovensko)
3. multiplex (také Veřejnoprávní multiplex) je multiplex na Slovensku, který využívají veřejnoprávní rozhlasové a televizní programy. Vysílá v normě DVB-T. 

## Vysílané programy
| Stanice       | Logo stanice |
| ------------- | ------------ |
| RTVS Šport HD |              |
| Jednotka HD   |              |
| Dvojka HD     |              |
| RTVS 24       |              |

## Technické parametry sítě
| Standard | ID sítě | Vysílací mód | Modulace datových nosných | Kódový poměr (FEC) | Ochranný interval | Přenosová rychlost |
| -------- | ------- | ------------ | ------------------------- | ------------------ | ----------------- | ------------------ |
| DVB-T    |         | 8K           | 64-QAM                    | 2/3                | 1/4               | 19,91 Mbit/s       |

## Vysílače
| Vysílač                               | Kanál | Frekvence | Výkon (ERP) | Nadmořská výška |
| ------------------------------------- | ----- | --------- | ----------- | --------------- |
| Banská Bystrica – Laskomer            | 33    | 570 MHz   | 25,844 kW   | 620 m n. m.     |
| Banská Štiavnica – Sitno              | 48    | 690 MHz   | 34,674 kW   | 1 002 m n. m.   |
| Bardejov – Stebnícka Magura           | 40    | 626 MHz   | 15,85 kW    | 896 m n. m.     |
| Borský Mikuláš – Dubník               | 44    | 658 MHz   | 22,144 kW   | 288 m n. m.     |
| Bratislava – Kamzík                   | 44    | 658 MHz   | 50 kW       | 433 m n. m.     |
| Brezno – Skalka                       | 33    | 570 MHz   | 6 kW        | 946 m n. m.     |
| Čadca – Husárik                       | 32    | 562 MHz   | 3,982 kW    | 820 m n. m.     |
| Detva – Javor                         | 33    | 570 MHz   | 2,334 kW    | 821 m n. m.     |
| Dolný Kubín – TVP                     | 26    | 514 MHz   | 0,964 kW    | 700 m n. m.     |
| Handlová – Bralová skala              | 26    | 514 MHz   | 3,981 kW    | 825 m n. m.     |
| Hnúšťa – TVP                          | 42    | 642 MHz   | 2,7 kW      | 664 m n. m.     |
| Košice – Dubník                       | 25    | 506 MHz   | 31,622 kW   | 874 m n. m.     |
| Košice – Heringeš                     | 25    | 506 MHz   | 16,9 kW     | 324 m n. m.     |
| Kráľovský Chlmec – Malý vrch          | 25    | 506 MHz   | 10 kW       | 264 m n. m.     |
| Krompachy – TVP                       | 25    | 506 MHz   | 0,966 kW    | 550 m n. m.     |
| Lučenec – Blatný vrch                 | 33    | 570 MHz   | 19,952 kW   | 359 m n. m.     |
| Martin – TVP                          | 26    | 514 MHz   | 3 kW        | 400 m n. m.     |
| Medzev – TVP                          | 25    | 506 MHz   | 1,99 kW     | 1 061 m n. m.   |
| Námestovo – Magurka                   | 26    | 514 MHz   | 10 kW       | 1 107 m n. m.   |
| Nitra – Zobor                         | 48    | 690 MHz   | 40,083 kW   | 556 m n. m.     |
| Nové Mesto nad Váhom – Veľká Javorina | 23    | 490 MHz   | 47,863 kW   | 969 m n. m.     |
| Poprad – Hranovnica                   | 42    | 642 MHz   | 19,559 kW   | 877 m n. m.     |
| Poprad – Kráľova hoľa                 | 42    | 642 MHz   | 5 kW        | 1 946 m n. m.   |
| Považská Bystrica – Žiar              | 32    | 562 MHz   | 6,905 kW    | 517 m n. m.     |
| Prešov – Šibená hora                  | 25    | 506 MHz   | 5,65 kW     | 313 m n. m.     |
| Prievidza – Vendelín                  | 23    | 490 MHz   | 3,944 kW    | 503 m n. m.     |
| Revúca – TVP                          | 42    | 642 MHz   | 2 kW        | 517 m n. m.     |
| Rimavská Sobota – Palaska             | 42    | 642 MHz   | 5,623 kW    | 517 m n. m.     |
| Rožňava – Dievčenská skala            | 42    | 642 MHz   | 14,125 kW   | 660 m n. m.     |
| Ružomberok – Úložisko                 | 26    | 513 MHz   | 19,156 kW   | 742 m n. m.     |
| Snina – Magurica                      | 25    | 506 MHz   | 20,045 kW   | 477 m n. m.     |
| Stará Ľubovňa – Kotník                | 42    | 642 MHz   | 20 kW       | 883 m n. m.     |
| Stropkov – Baňa                       | 40    | 626 MHz   | 6,456 kW    | 526 m n. m.     |
| Štúrovo – Modrý vrch                  | 48    | 690 MHz   | 15,849 kW   | 251 m n. m.     |
| Trenčín – Nad oborou                  | 23    | 490 MHz   | 50 kW       | 654 m n. m.     |
| Uhrovec – Ostrý vrch                  | 23    | 490 MHz   | 6,9 kW      | 461 m n. m.     |
| Veľký Krtíš – TVP                     | 33    | 570 MHz   | 0,48 kW     | 399 m n. m.     |
| Žilina – Krížava                      | 32    | 562 MHz   | 7,943 kW    | 1 451 m n. m.   |
| Žilina – Straník                      | 32    | 562 MHz   | 5 kW        | 769 m n. m.     |